# عکس‌برداری با لرزش عمدی

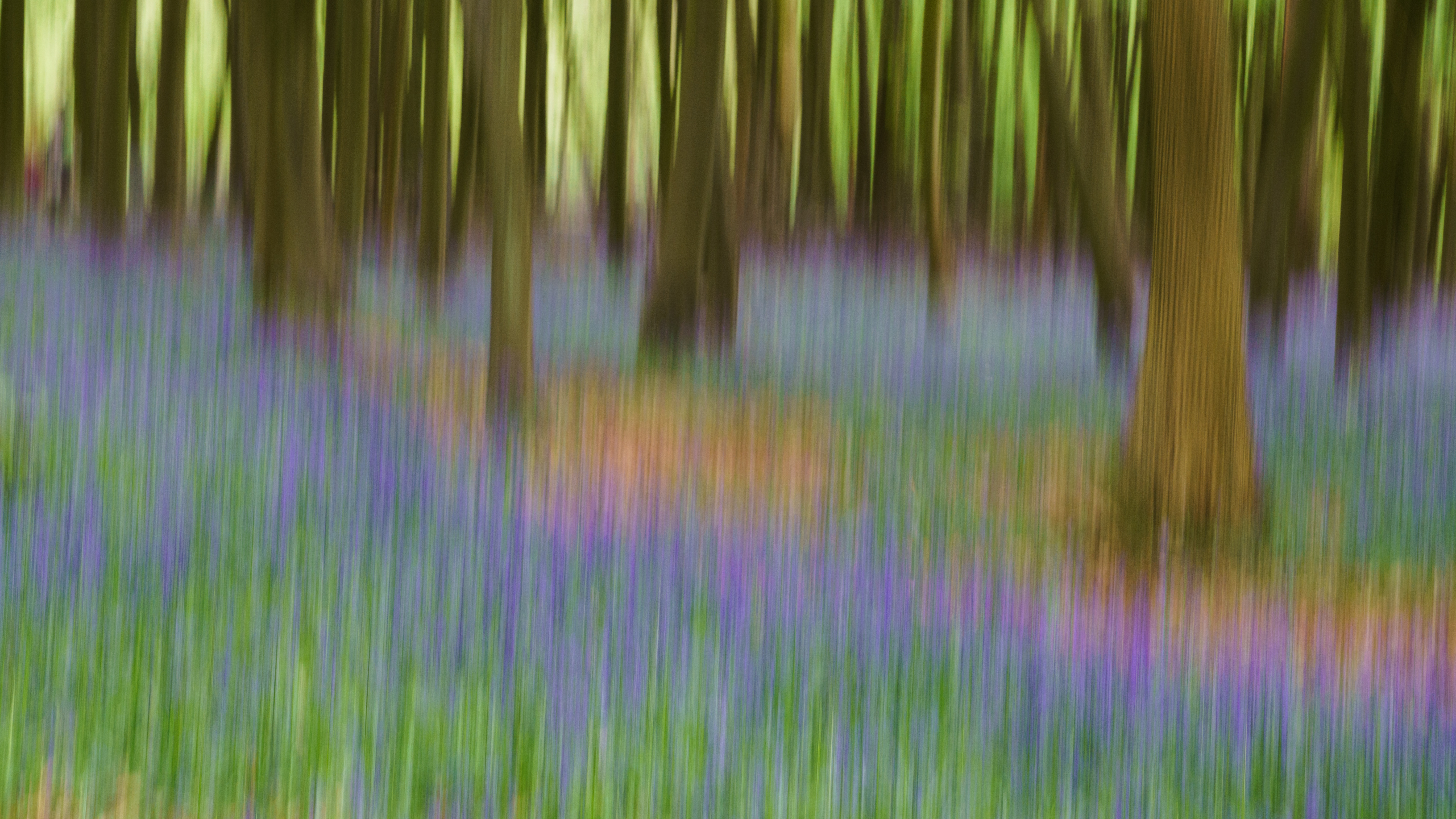
تصویر عکس‌برداری با حرکات عمودی در یک جنگل پوشیده با سنبل وحشی

عکس‌برداری با لرزش یا حرکت عمدی (انگلیسی: Intentional camera movement) نوعی تکنیک عکسبرداری است که در آن به دوربین عکاسی در خلال نوردهی و به‌منظور به‌دست آوردن عکس‌های هنری و خلاقانه، تکان یا لرزشی خاص داده می‌شود. شیوه کار بدین صورت است که در ابتدا یک دریچه دیافراگم مناسب و متناسب برای دوربین انتخاب شده و سپس با استفاده از فیلترهای مختلف، سرعت شاتر مطلوب و مناسب به‌دست می‌آید.

## نگارخانه

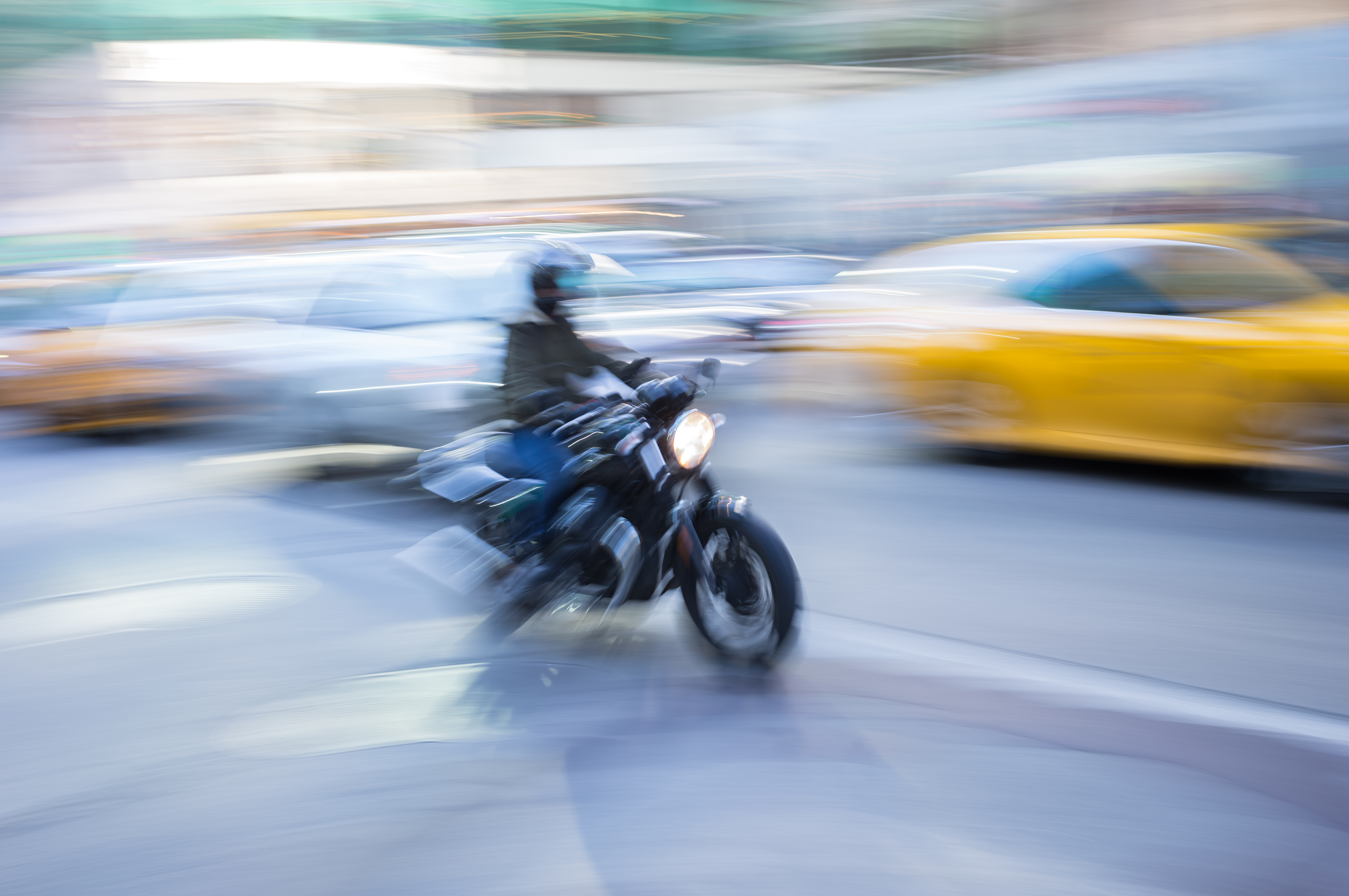
یک موتورسوار در مرکز منهتن، اثر ارنست هاس
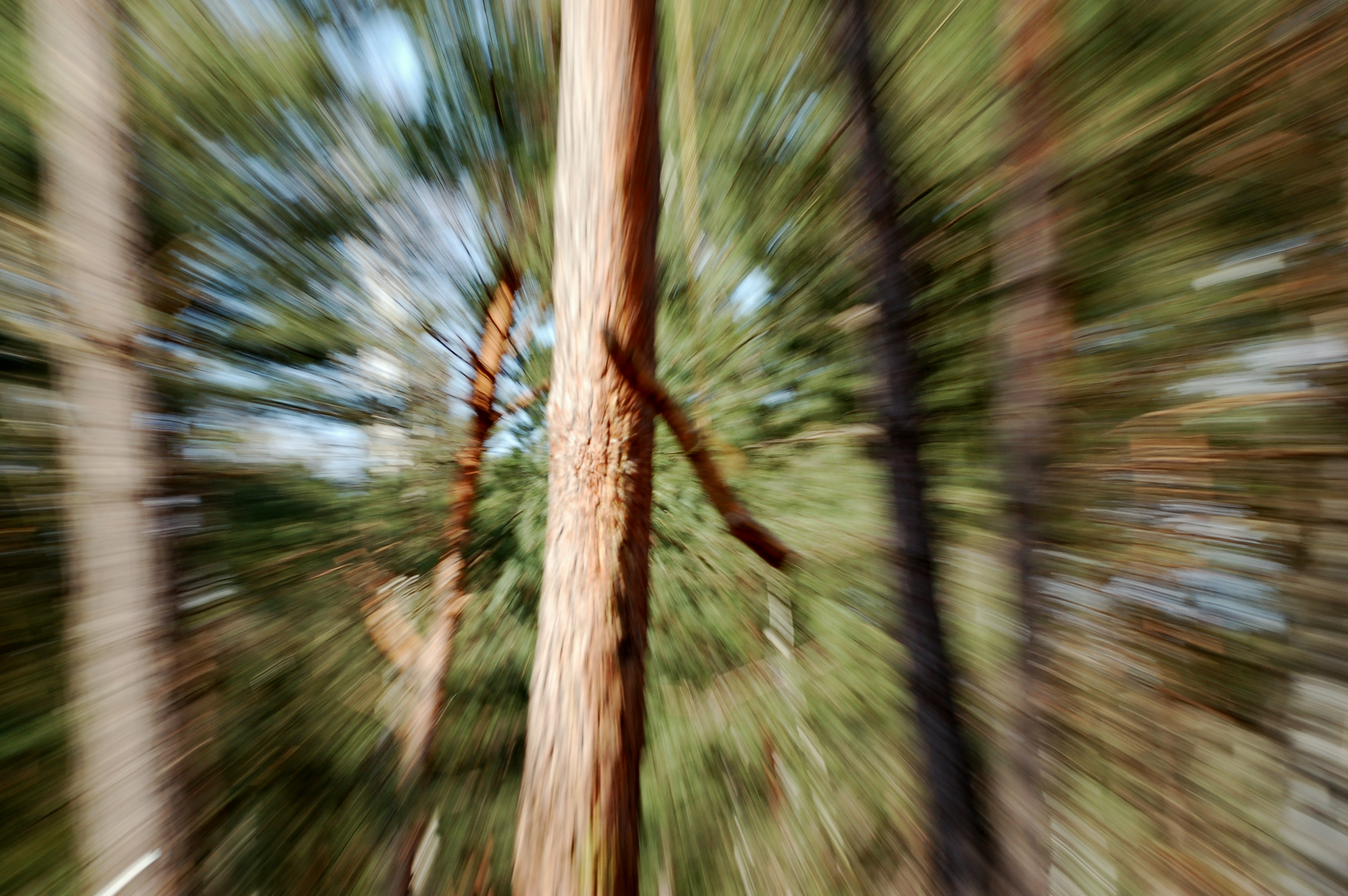
انفجار بزرگنمایی، عکسی که با لنز زوم گرفته شده است که فاصله کانونی آن در طول نوردهی متفاوت بوده است.
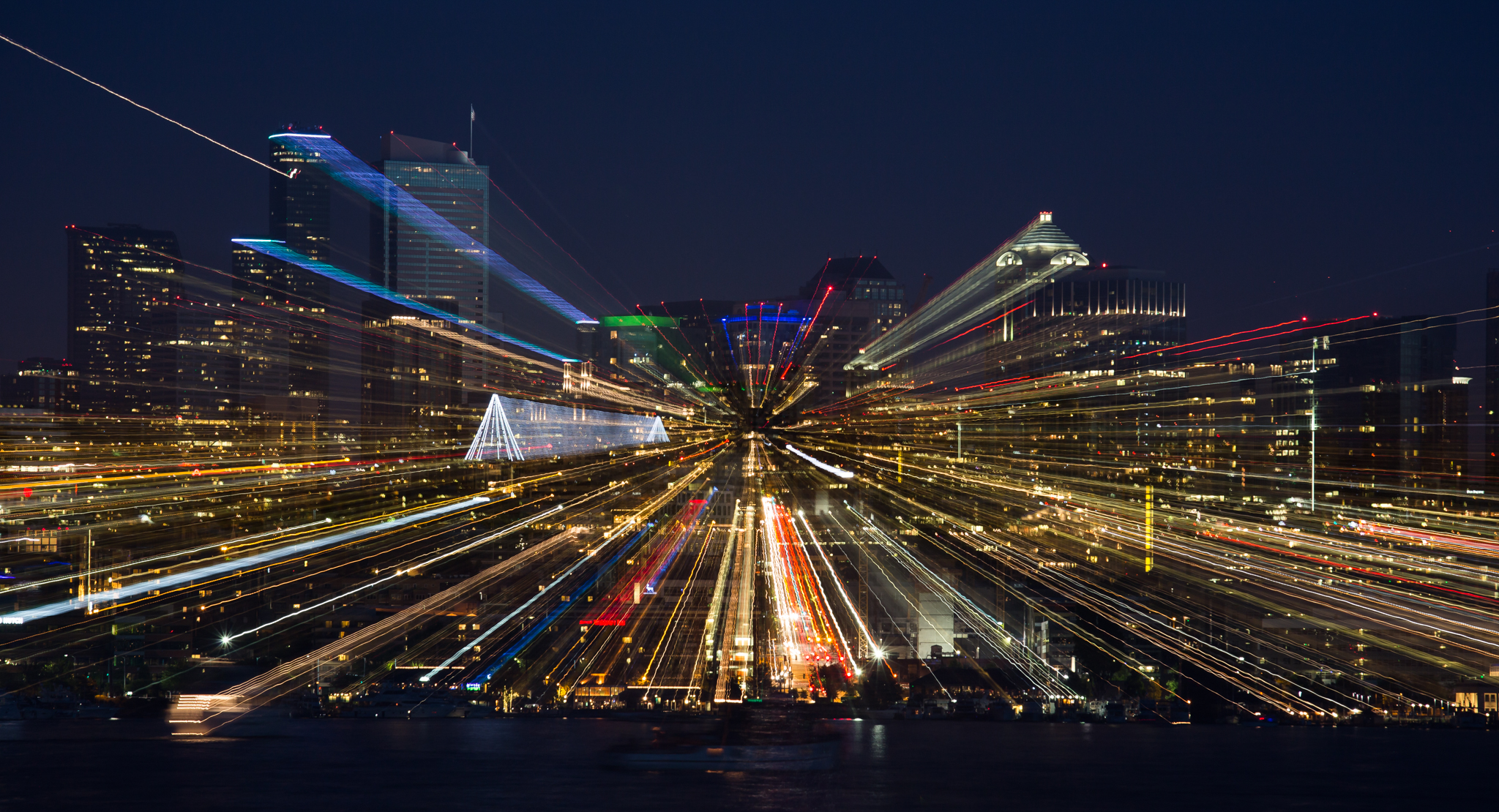
آسمان خراش شبانه، زمان نوردهی: ۶ ثانیه